# The Best of R.E.M.
The Best of R.E.M. – trzecia składanka zespołu R.E.M. wydany w 1991 roku.

## Lista utworów
1. "Carnival of Sorts (Box Cars)" (3:51)
2. "Radio Free Europe" (4:03)
3. "Perfect Circle" (3:23)
4. "Talk About the Passion" (3:22)
5. "So. Central Rain (I’m Sorry)" (3:11)
6. "(Don’t Go Back To) Rockville" (4:34)
7. "Pretty Persuasion" (3:53)
8. "Green Grow the Rushes" (3:42)
9. "Cant Get There from Here" (4:10)
10. "Driver 8" (3:18)
11. "Fall on Me" (2:49)
12. "I Believe" (3:32)
13. "Cuyahoga" (4:17)
14. "The One I Love" (3:17)
15. "Finest Worksong" (3:48)
16. "It's the End of the World as We Know It (And I Feel Fine)"  (4:07)